# Diecéze San Pedro
Diecéze San Pedro je římskokatolická diecéze v Paraguayi, založená v roce 5. června 1978 oddělením od území diecéze Concepción. Je součástí církevní provincie Asunción. Biskup diecéze sídlí ve městě San Pedro del Ycuamandiyú.